# Municipio de Quebracho (Paysandú)
El municipio de Quebracho es uno de los municipios del departamento de Paysandú, Uruguay. Tiene su sede en la localidad homónima.

## Ubicación
El municipio se encuentra localizado en la zona noroeste del departamento de Paysandú.

## Características
El municipio de Quebracho fue creado por Ley Nº 18.653 del 15 de marzo de 2010, y forma parte del departamento de Paysandú. Comprende los distritos electorales KFA y KFC de ese departamento. Sus límites quedaron determinados a través del Decreto 6064/2010 de la Junta Departamental de Paysandú.
Forman parte del municipio las siguientes localidades:
- Quebracho
- Colonia Arroyo Malo

## Autoridades
La autoridad del municipio es el Concejo Municipal, compuesto por el Alcalde y cuatro Concejales.
| Nº | Alcalde               | Partido             | Inicio del mandato      | Fin del mandato         | Observaciones     | Concejales                                                                                      |
| -- | --------------------- | ------------------- | ----------------------- | ----------------------- | ----------------- | ----------------------------------------------------------------------------------------------- |
| 1  | Mario Isidoro Bandera | Partido Nacional PN | 9 de julio de 2010      | 8 de julio de 2015      | Alcalde elegido   |                                                                                                 |
| 2  | Mario Isidoro Bandera | Partido Nacional PN | 9 de julio de 2015      | 26 de noviembre de 2020 | Alcalde reelegido | Silbia Visoso (PN) José Catelotti (PN) Franklin Belveder Wilkinson (PC) Aníbal Giles Soria (FA) |
| 3  | Silbia Maria Visoso   | Partido Nacional PN | 27 de noviembre de 2020 | julio de 2025           | Alcaldesa elegida | Ivana Saracchi (PN) Andrés Levaggi (PN) Franklin Belveder (PC) Emerson Arbelo (FA)              |